# Victor Matfield

a Compétitions nationales et continentales officielles uniquement.

b Matchs officiels uniquement.
Dernière mise à jour le 11 août 2017.
Victor Matfield, né le 11 mai 1977 à Pietersburg, est un joueur de rugby à XV sud-africain. Il évolue au poste de deuxième ligne en équipe d'Afrique du Sud.
Considéré comme l'un des meilleurs seconde ligne de son époque, il remporte la Coupe du monde de rugby 2007 avec les Springboks. En 2014, il devient le joueur le plus capé de l'histoire de cette équipe, devançant son ancien capitaine John Smit.

## Biographie

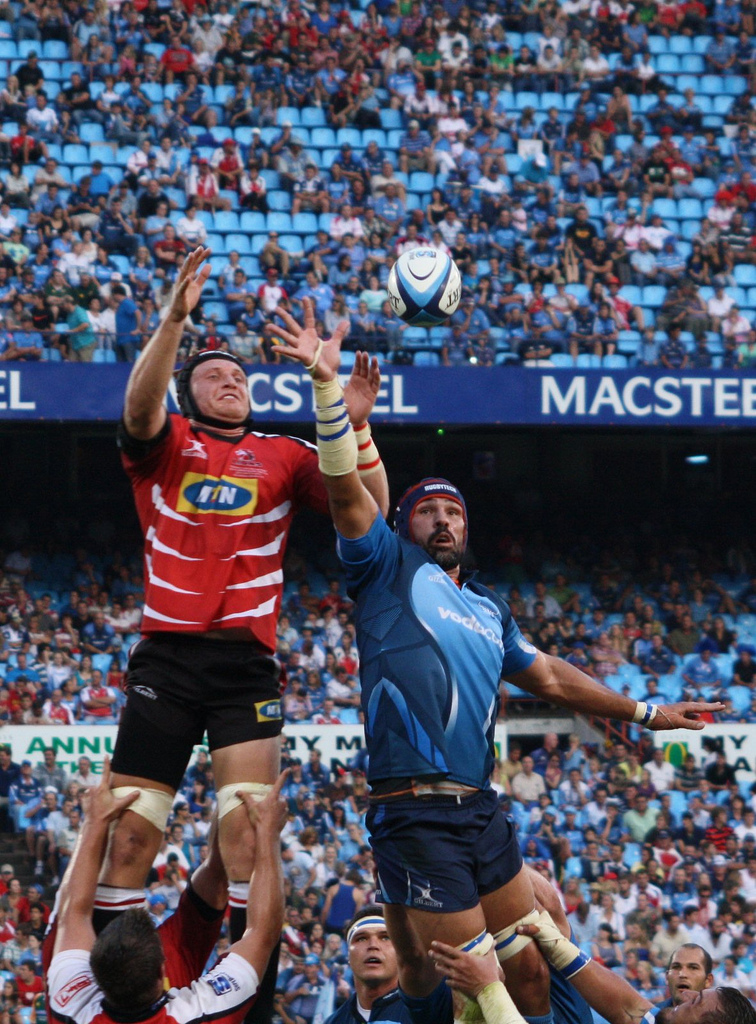
Matfield, en bleu, luttant en touche en 2011.

Victor Matfield pratique dans sa jeunesse le rugby à XV et le cricket. Contraint d'abandonner le cricket en raison d'une blessure, il se tourne définitivement vers le rugby. Lors de ses études à l'Université de Pretoria, il est sélectionné dans l'équipe universitaire des moins de 21 ans puis dans l'équipe des moins de 21 ans de la province des Blue Bulls. Néanmoins c'est la province des Griqualand West Griquas qu'il rejoint en 1999 et il est sélectionné pour disputer le Super 12 avec les Cats. En 2000, il retourne chez les Blue Bulls et est retenu avec les Bulls pour disputer le Super 12. Avec les Blue Bulls, il remportera à trois reprises la Currie Cup en 2002, 2004 et 2009. Avec les Bulls, il remporte le Super 14 2007 : il s'agit du premier titre remporté par une équipe sud-africaine.
Après avoir joué avec l'équipe d'Afrique du Sud des moins de 21 ans avec Bobby Skinstad et John Smit, il connaît sa première sélection avec l'équipe d'Afrique du Sud le 30 juin 2001 contre l'Italie remporté 60 à 14 et devient vite titulaire à son poste. Victor Matfield s'impose vite comme l'un des meilleurs joueurs de sa génération puisqu'il est cinq fois nommé par la fédération sud-africaine pour l'attribution du meilleur joueur de l'année en 2001, 2005, 2006, 2007 et 2009 et deux fois nommé par l'IRB au titre de meilleur joueur de l'année en 2004 et 2009. Il s'illustre comme l'un des meilleurs deuxièmes lignes du monde, notamment par ses qualités de prise de balle sur les touches. Très bon pour systématiquement prendre toutes les balles de son équipe en touche, il est aussi particulièrement doué pour perturber et capter les lancers des équipes adverses,. Outre ses qualités de sauteur en touche, il est aussi réputé pour sa vitesse si bien que l'entraîneur australien, Eddie Jones a prétendu qu'avec ses qualités de vitesse, il aurait pu être coureur olympique. Depuis 2003, il forme avec Bakkies Botha l'une des meilleures deuxièmes lignes du monde. Les deux joueurs ont été alignés 62 fois ensemble en deuxième ligne, ce qui constitue le record en équipe d'Afrique du Sud.
Cette association a permis à la sélection sud-africaine de remporter le Tri nations 2005 et la Coupe du monde 2007. Lors de la finale de ce tournoi organisé en France, contre l'Angleterre, il est nommé homme du match.
Après la Coupe du monde, il s'engage avec le RC Toulon qui évolue alors en Pro D2 française et qu'il rejoint en janvier 2008. Il ne reste que six mois dans le club toulonnais, entouré de stars telles que George Gregan, Andrew Mehrtens ou Tana Umaga. Il retourne chez les Blue Bulls à la fin de la saison 2007/2008 afin de pouvoir jouer avec la sélection nationale. C'est avec cette sélection que, le 12 juillet 2008, il met fin à plus de dix ans de défaites contre la Nouvelle-Zélande sur ses terres. Ce jour est historique puisque c'est la première fois que l'Afrique du Sud bat les All Blacks à Dunedin. Ce jour-là Matfield est capitaine. En 2009 il gagne pour la deuxième fois le Super 14 et récidive la saison suivante en remportant son troisième trophée. Avec les Springboks, il gagne le Tri nations en 2009.
Le 13 novembre 2010, lors de la victoire face au pays de Galles (29-25), il marque un essai et devient le joueur sud-africain le plus capé de l'histoire avec 103 sélections, record qui sera battu plus tard par John Smit. Néanmoins, avec 108 sélections, Matfield est le deuxième ligne le plus capé de l'histoire des Springboks.
En 2011 il est retenu pour la Coupe du monde de rugby 2011 organisée en Nouvelle-Zélande.
Après son dernier match disputé avec les Springboks lors de la Coupe du monde 2011, il retrouve sa sélection nationale en juin 2014 à l'occasion d'un test contre le pays de Galles. Lors de cette rencontre, qui fait suite à une rencontre le XV mondial, il égale le record de sélection de son ancien capitaine John Smit, obtenant lors de cette 111e sélection sa 18e en tant que capitaine. Une semaine plus tard, toujours face aux Gallois, il devient le Springboks le plus sélectionné de l'histoire.
Il devient en février 2024 entraîneur-adjoint d'Eddie Jones responsable de la touche au sein de l'équipe du Japon.

## Palmarès

### En club
- Champion de France de Pro D2 : 2008

### En province
- Vainqueur de la Currie Cup : 2002, 2004, 2006 avec les Blue Bulls

### En franchise
- Vainqueur du Super 14 : 2007 en tant que capitaine des Bulls (rugby), 2009 et 2010

### En équipe nationale
Au 31 octobre 2015, il compte 127 sélections en équipe d'Afrique du Sud, inscrivant sept essais pour un total de 35 points. Il a été sélectionné pour la première fois avec les Springboks le 30 juin 2001 contre l'équipe d'Italie.
Champion du monde 2007, édition où il dispute sept rencontres, face aux Samoa, l'Angleterre, les Tonga, les États-Unis, les Fidji, l'Argentine, et de nouveau l'Angleterre en finale, il participe également à l'édition 2003 où il obtient quatre sélections, face à l'Uruguay, l'Angleterre, les Samoa et la Nouvelle-Zélande, et l'édition 2011, où il affronte le pays de Galles, les Samoa et l'Australie. Il participe également à édition 2015, où il joue contre le Japon, les Samoa et la Nouvelle-Zélande et l'Argentine.
Il remporte deux éditions du Tri-nations, en 2004, 2009. Il participe à onze éditions du Tri-nations, puis deux du Rugby Championship, compétition qui lui succède.